# 2013년 두산 베어스 시즌
2013년 두산 베어스 시즌은 두산 베어스가 KBO 리그에 참가한 15번째 시즌으로, OB 베어스 시절까지 합하면 32번째 시즌이다. 김진욱 감독이 팀을 이끈 마지막 시즌으로, 홍성흔이 주장을 맡았다. 팀은 9팀 중 정규시즌 4위에 오르며 포스트시즌에 진출했다. 이후 준플레이오프에서 넥센 히어로즈를 상대로 리버스 스윕(2패 후 3연승)을 기록하며 플레이오프에 진출했고, 플레이오프에서는 LG 트윈스를 3승 1패로 꺾었다. 그러나 한국시리즈에서 삼성 라이온즈를 상대로 4차전까지 3승 1패로 앞서 있었으나 3연패를 당하며 최종 준우승에 머물렀다.

## 코치
- 황병일, 송재박, 정명원, 강성우, 장원진, 권명철, 김민재, 조원우

## 타이틀
- 월드 베이스볼 클래식 국가대표: 노경은, 손시헌, 김현수
- 일구상 신인상: 유희관
- 조아제약 프로야구대상 최고수비상: 정수빈
- 조아제약 프로야구대상 신인상: 유희관
- ADT캡스 수비상: 김현수 (좌익수)
- 스포츠서울 올해의 코치: 황병일
- 플레이오프 MVP: 유희관
- 준플레이오프 MVP: 최준석
- 한국갤럽 선정 가장 좋아하는 한국인 야구선수 8위: 홍성흔
- 포지션별 최고 연봉 선수: 김동주 (지명타자)
- 올스타 선발: 김현수 (외야수)
- 올스타전 추천선수: 홍상삼, 오현택, 양의지, 오재원, 이종욱
- 올스타전 우수투수상: 오현택
- 올스타전 승리팀상: 이스턴리그
- 컴투스프로야구 선정 0.1톤 파워 슬러거 듀오: 최준석, 김동주
- 컴투스프로야구 선정 신고선수 출신 스타 선수: 이종욱
- 컴투스프로야구 선정 꽃미남 구단: 정수빈
- 3루타: 정수빈 (8)
- 고의4구: 김현수 (10)
- 희생플라이: 김현수 (12)

### 퓨처스리그
- 퓨처스 올스타: 유창준, 박세혁, 김인태, 이우성
- 타석: 이우성 (369)
- 타수: 이우성 (334)
- 2루타: 김인태 (28)
- 세이브: 박민정 (12)
- 북부리그 출장(타자): 이우성 (92)
- 북부리그 도루: 김동한 (30)

## 선수단
- 선발투수: 노경은, 니퍼트, 핸킨스, 김선우, 올슨, 이정호
- 구원투수: 유희관, 오현택, 홍상삼, 이재우, 김명성, 유창준, 변시원, 정재훈, 이용찬, 함덕주, 김창훈, 윤명준, 안규영, 이혜천, 김태영, 정대현, 임태훈
- 마무리투수: 김강률, 서동환, 강동연, 원용묵
- 포수: 양의지, 최재훈, 박세혁
- 1루수: 오재일, 최준석
- 2루수: 오재원, 허경민, 최주환, 김동한, 고영민
- 유격수: 김재호, 손시헌
- 3루수: 이원석, 김동주, 윤석민
- 좌익수: 김현수, 정수빈, 임재철, 박건우
- 중견수: 이종욱
- 우익수: 민병헌, 오현근
- 지명타자: 홍성흔

## 여담
- 홈구장인 서울종합운동장 야구장의 포수석 뒤 홈플레이트 뒷부분 및 파울 존 부근 워닝트랙에 인조 잔디를 적용했다.
- 두산 베어스 2군은 베어스 파크 리모델링으로 인해 이때부터 2014년까지 성남 상무 야구장을 임시 홈구장으로 사용했다.
- 유희관은 이 시즌 2013년 이후 KBO 리그에서 규정 이닝을 채운 투수 중 단일 시즌 스윙 유도 비율이 가장 낮았다.
- 이 시즌을 끝으로 은퇴한 김동주는 통산 희생번트 2개로 역대 KBO 리그 통산 3000타석 이상 소화한 타자 중 최소 기록을 보유하고 있다.
- 선두권 경쟁이 상당히 치열했다. 두산은 정규시즌 4위이기는 했지만 정규시즌 1위 삼성과 3.5경기차, 정규시즌 2위 LG와 1.5경기차, 정규시즌 3위 넥센과 0.5경기차에 불과했다. 반면 5위 롯데와의 승차는 4.5경기였다.
- 팀은 포스트시즌에서 총 16경기를 치러 KBO 리그 사상 단일 포스트시즌에서 최다 경기를 소화했다. 김재호, 오재일, 김현수, 이종욱, 정수빈, 최준석은 이 중 15경기에 출전해 KBO 리그 사상 단일 포스트시즌 최다 경기 출전 기록을 세웠다.
- 이종욱은 포스트시즌에서 총 68타석을 소화해 KBO 리그 역대 단일 포스트시즌 최다 타석 소화 기록을 세웠다.
- 준플레이오프는 1~5차전 중 1~4차전이 모두 한 점 차로 승패가 갈렸으며, 2, 3, 5차전은 연장에서 승부가 결정될 정도로 치열했다.
- 최준석은 포스트시즌에서 홈런 6개를 쳐 KBO 리그 역대 단일 포스트시즌 최다 홈런 기록을 세웠다.
- 정수빈은 포스트시즌에서 도루를 4차례 실패하여 KBO 리그 역대 단일 포스트시즌 최다 도루 실패 기록을 세웠다.
- 손시헌은 포스트시즌에서 병살타 4개를 쳐 KBO 리그 역대 단일 포스트시즌 최다 병살타 기록을 세웠다.
- 윤명준은 포스트시즌에서 총 11경기에 등판하여 KBO 리그 역대 단일 포스트시즌 최다 등판 기록을 세웠다.
- 유희관은 포스트시즌에 총 5번 선발 등판하여 KBO 리그 역대 단일 포스트시즌 최다 선발 등판 기록을 세웠다.
- 홍성흔은 KBO 포스트시즌 사상 처음으로 통산 400타석을 달성했다.